# Falha (tecnologia)

Uma fotografia supostamente do primeiro bug (um inseto real) que foi depurado ("debugado") em 1947. Dai o seu uso nos dias atuais.

Em tecnologia, erros em sistemas e aparelhos eletrônicos recebem diversas designações, dentre elas: falha, defeito no programa, defeito no software, bug, tilt, glitch. Os termos referem-se às áreas de computação, sistemas de informação, eletrônica e muito comum entre adeptos de jogos eletrônicos, embora seja aplicável também na área de cibernética, o que implica a inclusão dos sistemas naturais também. Tais erros são verificados no funcionamento comum de um software (ou também de hardware), e pode causar comportamentos inesperados, como resultado incorreto ou comportamento indesejado. Um exemplo comum são os travamentos de videojogos e arcade, algo equivalente à paralisação de um computador ou ao BSOD do Windows. Eles são, geralmente, causados por erros no próprio código-fonte, mas também podem ser causados por algum framework, interpretador, sistema operacional ou compilador.
No documento ISO/CD 10303-226 da Organização Internacional de Normalização (ISO), uma falha (em inglês, fault) é definida como um defeito ou uma condição anormal em um componente, equipamento, subsistema ou sistema, que pode impedir o seu funcionamento como planejado, uma situação chamada de fracasso (em inglês, failure).
De acordo com o Federal Standard 1037C dos Estados Unidos, o termo "falha" tem os seguintes significados:
1. Uma condição acidental que faz com que uma unidade funcional não consiga executar sua função
2. Um defeito que causa um mau funcionamento reproduzível ou catastrófico. Um mau funcionamento é considerado reproduzível se ocorre consistentemente sob as mesmas circunstâncias.
3. Em sistemas elétricos, um curto-circuito (total ou parcial) não intencional entre condutores não energizados, ou entre um condutor e o terra. Nesses sistemas, uma distinção pode ser feita entre falhas simétricas e assimétricas.

Em computação, falhas de hardware podem ser aleatórias ou sistemáticas, mas falhas de software são sempre sistemáticas. Tolerância a falhas é a habilidade de um sistema continuar em operação mesmo na ocorrência de falhas. Sua ocorrência leva o programa, sistema ou equipamento a apresentar disfunções de rotina de programação de curta duração. Pode ser encarado como um eufemismo de falhas em um sistema e já passou a ser utilizado como uma ferramenta artística, por meio de uma estética contemporânea específica denominada Glitch Art.
Defeitos podem causar tanto problemas como falhas de segurança, principalmente em programas que tem alguma forma de conexão à Internet, como é o caso de navegadores e clientes de e-mail, pois crackers podem se aproveitar dessas brechas para terem acesso a informações e arquivos contidos no computador infectado, e são mais comuns em programas em desenvolvimento (exemplo: programas em versão beta), mas, quando descobertos, estes são consertados por sua ou equipe de desenvolvimento.
Quando se trata de videojogos, refere-se a alguma falha no jogo que beneficie o jogador, dando a ele dinheiro, carros, armas ou até um que faça o jogador "pular" de fase, entre outras coisas de formas que não deveriam ser possíveis, são muito comuns em diversos tipos de jogos, principalmente grandes jogos e de mundo aberto como GTA, Skyrim, Assassin's Creed, Watch Dogs, entre outros.
Quando se trata da música, constitui um gênero musical cuja principal característica é a utilização de falhas dos instrumentos eletrônicos ou o mau funcionamento dos mesmos como elementos estruturantes das músicas.

## Etimologia
O uso do termo bug (pronúncia em português: [bɐɡ], termo da língua inglesa que significa, neste contexto, "defeito", e fora dele, "inseto") para descrever defeitos inexplicáveis foi parte do jargão da engenharia por várias décadas; pode originalmente ter sido usado na engenharia mecânica para descrever maus funcionamentos mecânicos. Diz-se que o termo foi criado por Thomas Edison quando um inseto causou problemas de leitura em seu fonógrafo em 1878, mas pode ser que o termo seja mais antigo.
A invenção do termo frequentemente é atribuída a Grace Hopper, ao publicar em 1947 que a causa do mau funcionamento no computador Mark II, da Universidade de Harvard, seria um inseto preso nos contatos de um relê.
O Electronic Numerical Integrator and Computer (ENIAC), primeiro computador digital completamente eletrônico, também contribuiu ao uso da palavra. Ele era movido a válvulas e, assim, atraía milhares de insetos. Como de dezenas a centenas de válvulas queimavam a cada hora, o computador, que ocupava o espaço de uma sala, era aberto frequentemente, e montes de insetos mortos eram varridos para fora. Diz-se que esses insetos provocavam curtos-circuitos nas placas do ENIAC, levando a falhas nos programas.
A origem do termo glitch é alemã, a partir da palavra glitschig, que significa "escorregadio".
Já o termo tilt origina-se das máquinas de pinball. Tratava-se de um indicador que avisava que a máquina fora inclinada, sugerindo uma tentativa por parte do jogador de burlar as regras do jogo. Era comum, após o surgimento das primeiras máquinas de pinball em 1931, inclinar ou balançar a máquina a fim de redirecionar a bola. Assim, o jogador evitava a perda de uma vida ou conseguia adquirir mais pontos. Em 1934 foi adicionado o mecanismo de tilt que travava o jogo caso o jogador fizesse uso deste artifício constantemente, obrigando-o a perder o jogo.

## Surgimento
Defeitos podem surgir em qualquer estágio do desenvolvimento de um programa. Muitos defeitos são ocasionados por equívocos da equipe de desenvolvimento, porém comumente são resultado da falha da mente humana em lidar com a complexidade dos sistemas de programas de computador, cujos códigos-fonte podem chegar a ter milhares de arquivos, cada um centenas de linhas de código.

## Efeitos
Em 2002, um estudo financiado pelo National Institute of Standards and Technology (NIST) constatou que erros de programa custam anualmente 59 bilhões de dólares estadunidenses à economia dos Estados Unidos. O estudo também estimou que mais de um terço desse valor, ou aproximadamente 22,2 bilhões de dólares estadunidenses, poderia ser economizado caso fossem realizados investimentos em uma melhor infraestrutura de testes.
Outro estudo, feito em janeiro de 2013 pela Universidade de Cambridge, indica que este custo aumentou para 312 bilhões por ano.